# Moukalaba-Doudou nationalpark
Moukalaba-Doudou nationalpark är en nationalpark i Gabon. Den ligger i provinsen Nyanga, i den sydvästra delen av landet, 300 km söder om huvudstaden Libreville. Arean är 4 495 kvadratkilometer. Parken inrättades 2002.